# Biger járás
Biger járás (mongol nyelven: Бигэр сум) Mongólia Góbi-Altaj tartományának egyik járása. Területe 3600 km². Népessége kb. 3500 fő.
Székhelye Dzsargalant (Жаргалант), mely 110 km-re délkeletre fekszik Altaj tartományi székhelytől.